# Latreillopsis laciniata
Latreillopsis laciniata is een krabbensoort uit de familie van de Homolidae. De wetenschappelijke naam van de soort is voor het eerst geldig gepubliceerd in 1936 door Sakai.